# Usquil (distrito)
Usquil é um distrito do Peru, departamento de La Libertad, localizada na província de Otuzco.

## Transporte
O distrito de Usquil é servido pela seguinte rodovia:
- LI-112, que liga o distrito de Charat à cidade de Cascas
- LI-114, que liga o distrito de Huamachuco  à cidade de Otuzco[1][2][3]